# Ellórai-barlangok
A ellórai barlangok (vagy elúrui barlangok, hindi: वेरुळ लेणी /Verulla lenni/, maráthi: वेरूळ) Indiában, Mahárástra államban találhatók. A terület Aurangábádtól 30 km-re északnyugatra fekszik. Az UNESCO kulturális világörökségének része.
Ezek a mesterséges barlangok építészeti hasonlóságot mutatnak a Dekkán-fennsík más barlangjaival. Harmincnégy temploma és monostora a buddhizmushoz, a hinduizmushoz és a dzsainizmushoz kötődik. A 6. és 9. század között épültek.
Jóllehet Ellóra barlangjait három különböző vallás hívei hozták létre, a díszítmények stílusa, az építészeti jegyek, a szerkezet és szimbolika igen hasonló. Az üregek meditációs célra készültek, és segítették a három vallás elterjedését. A képek nyelvénél sosem volt és napjainkban sincs jobb kommunikációs eszköz.
A buddhista és dzsaina kolostorok általában többszintesek és két fő részük van: imatermek és szerzetesi cellák. A buddhista barlangokat sziklából faragott Buddhák, bodhiszattvák, anyaistennők, muzsikusok, nimfák, védőszellemfigurák és állatalakok díszítik. Az ábrázolásokat gipsz és természetes színezőanyagok felhasználásával finomították tovább.
A 9. század során öt dzsaina templom is létrejött, köztük a nagyszerű Csota Kailásza (16-os barlang), amely az egyik legnagyobb ismert sziklatemplom a világon. A 32-es barlang a dzsain szent Mahavira tirthan kara ülő szobrával a dzsain építészet egyik bámulatra méltó példája Indiában.
A hindu barlangok annyiban különböznek a többi üregtől, hogy magasabb a mennyezetük és változatosabbak a díszítményeik és az ikonjaik. A 8. századra tehető hindu Kailászanátha-templom a Kailásza-hegyet (Siva és Párvati lakóhelyét) próbálta meg utánozni. A 6. századi Rámesvara barlangtemplom egyik domborműve a Kailásza hegyet rázó Rávana démont ábrázolja, aki Sivát és Párvatit próbálja zaklatni.

## Galéria

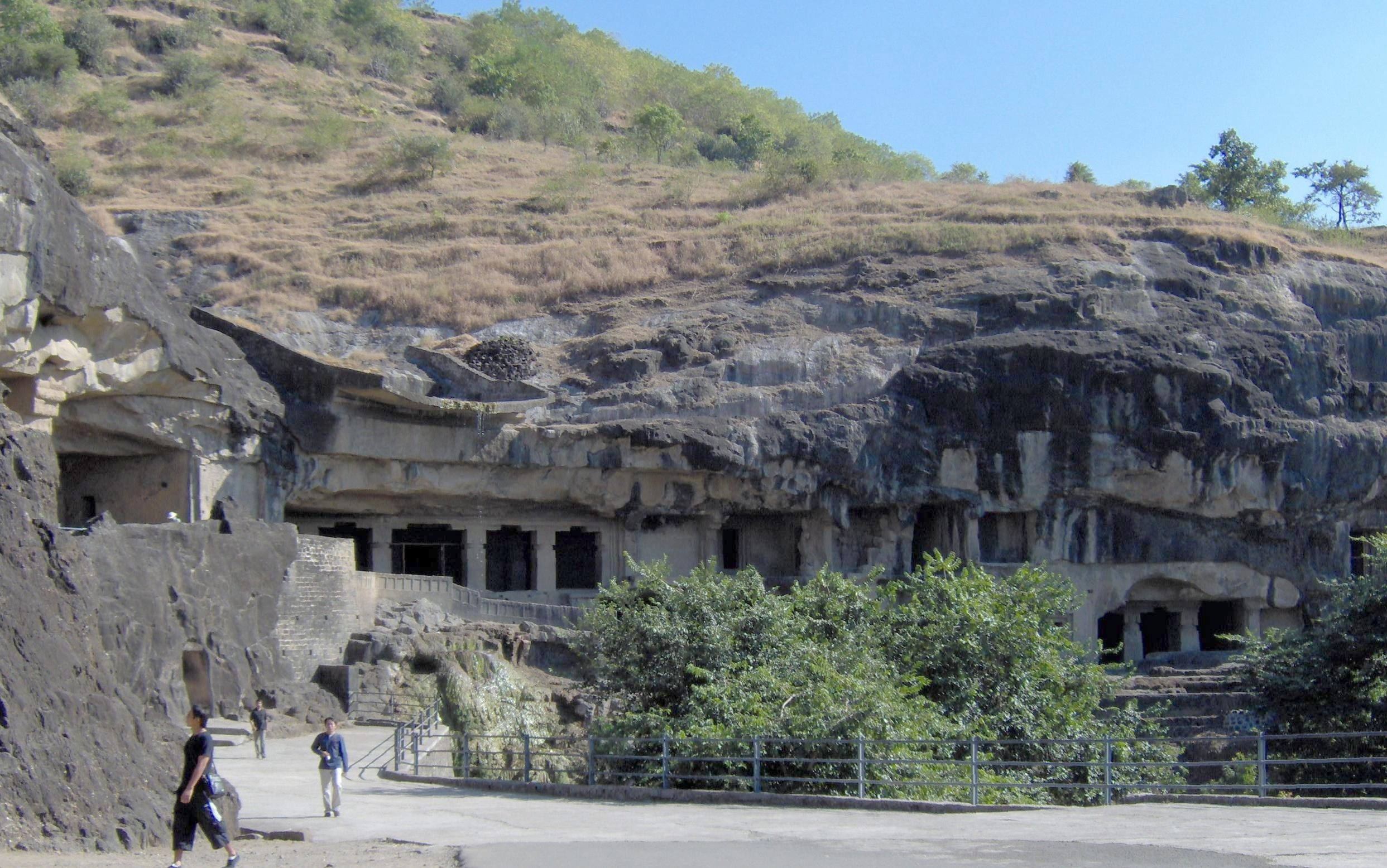
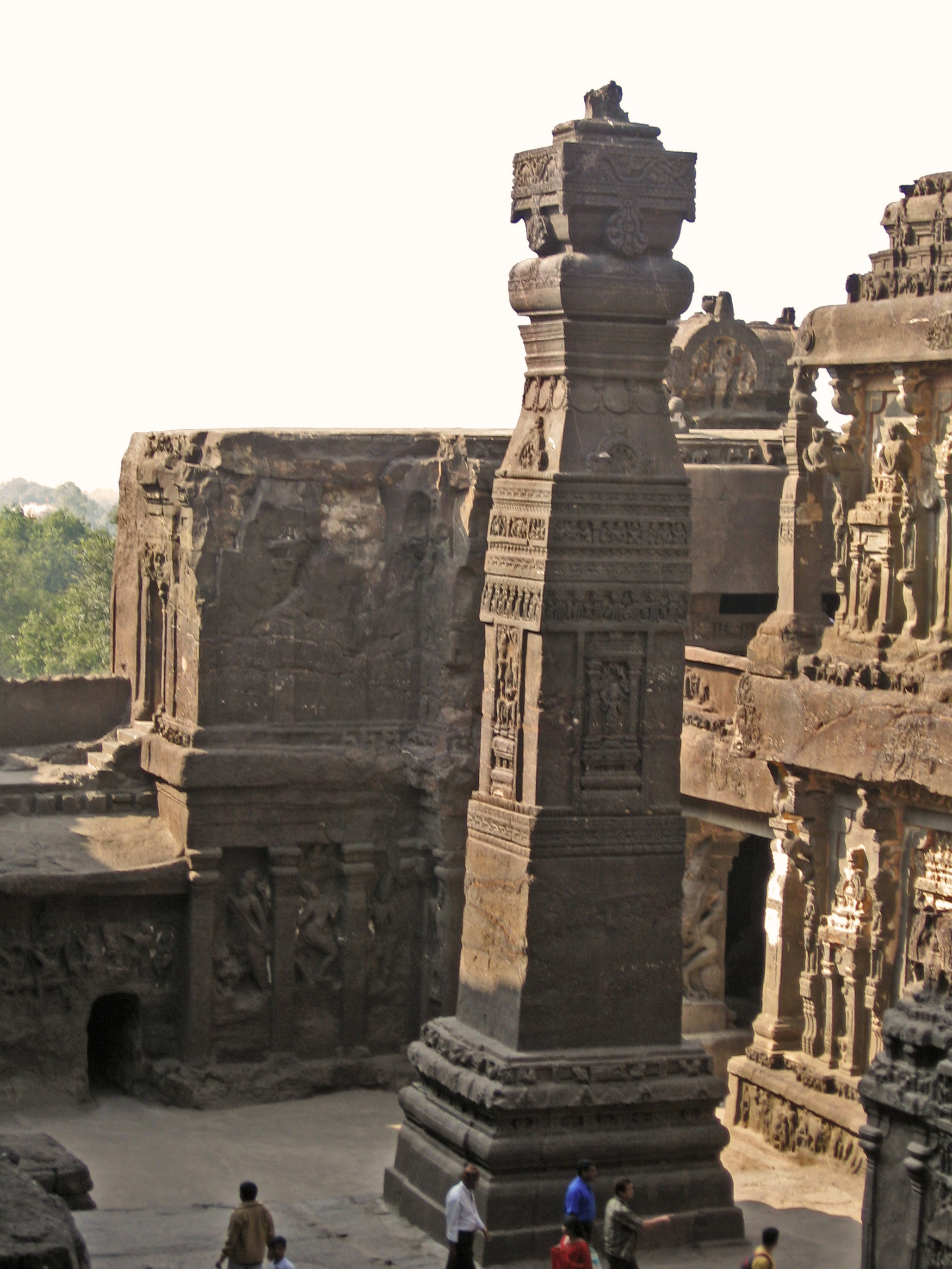
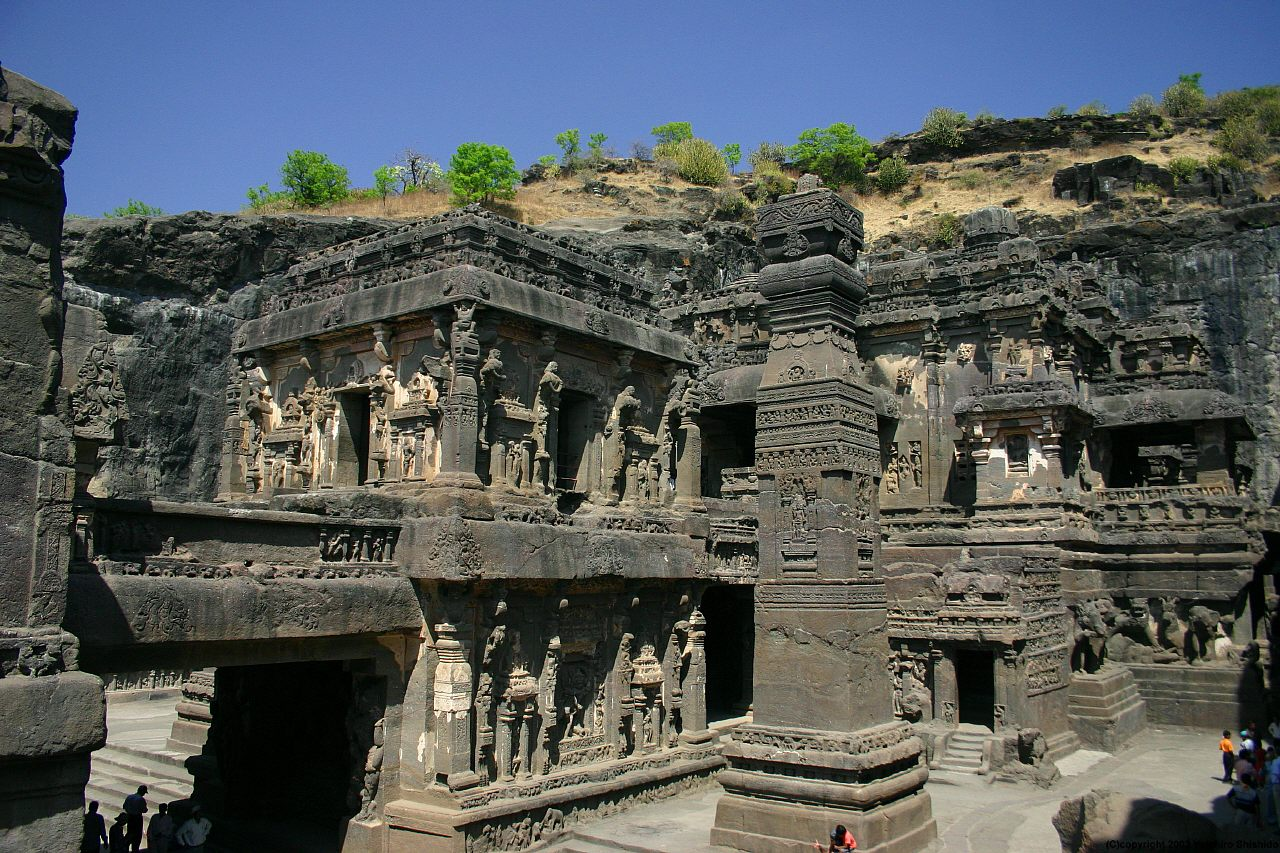
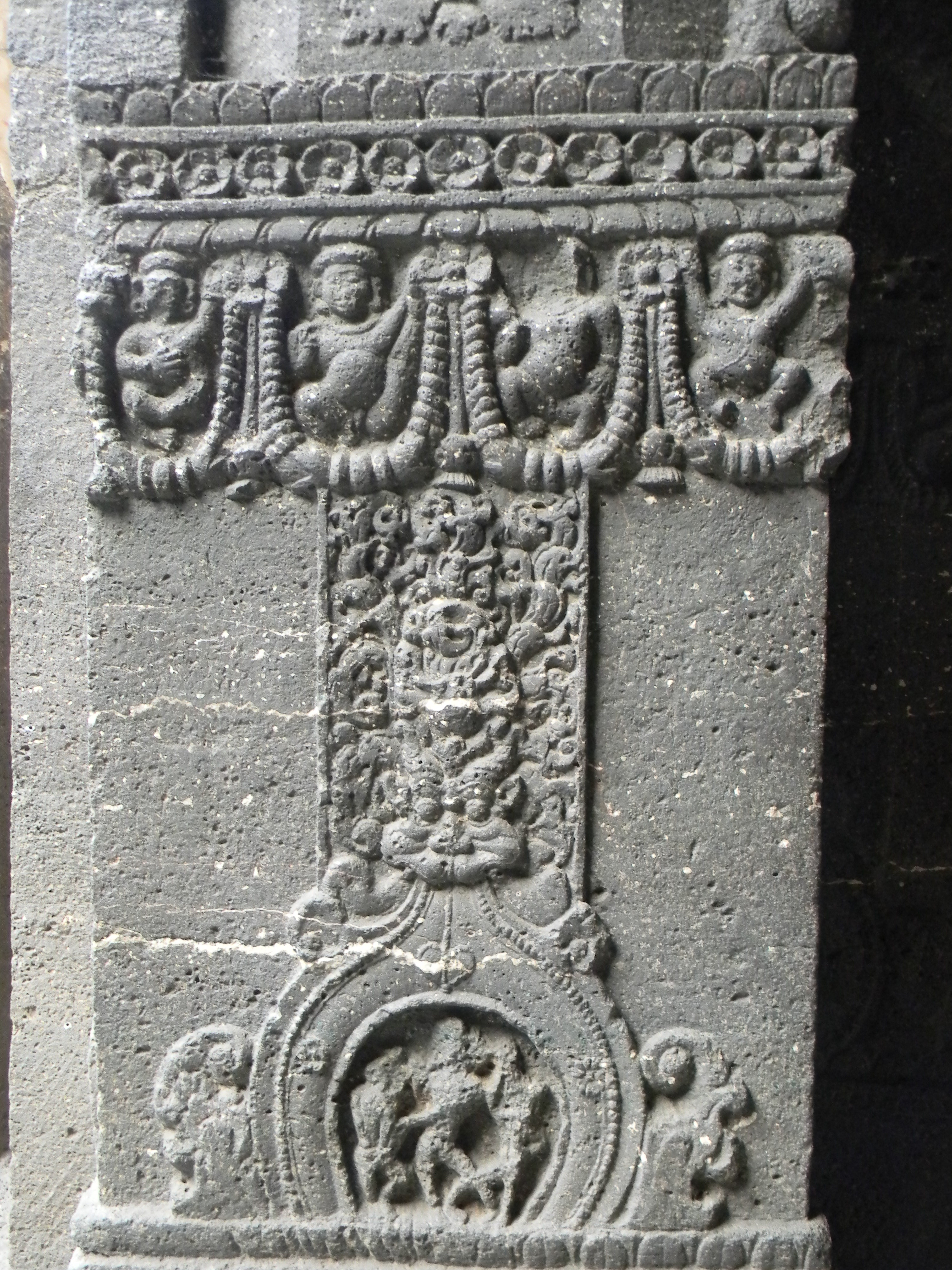
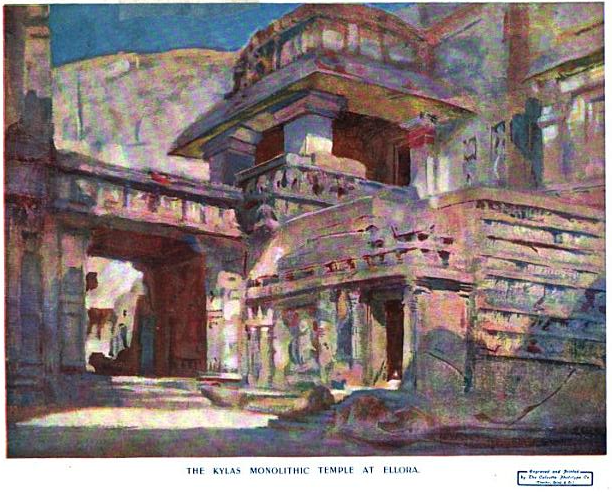
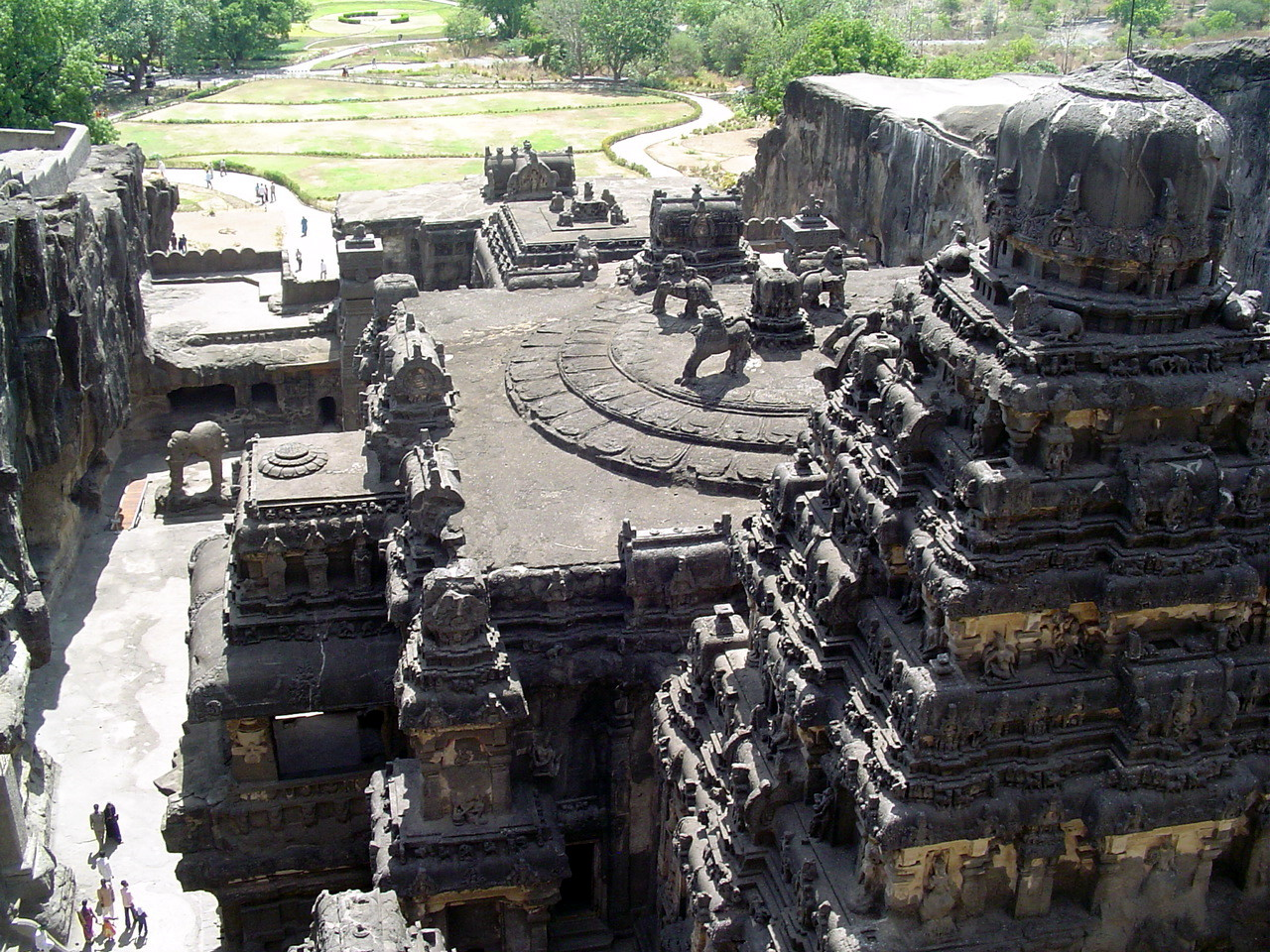
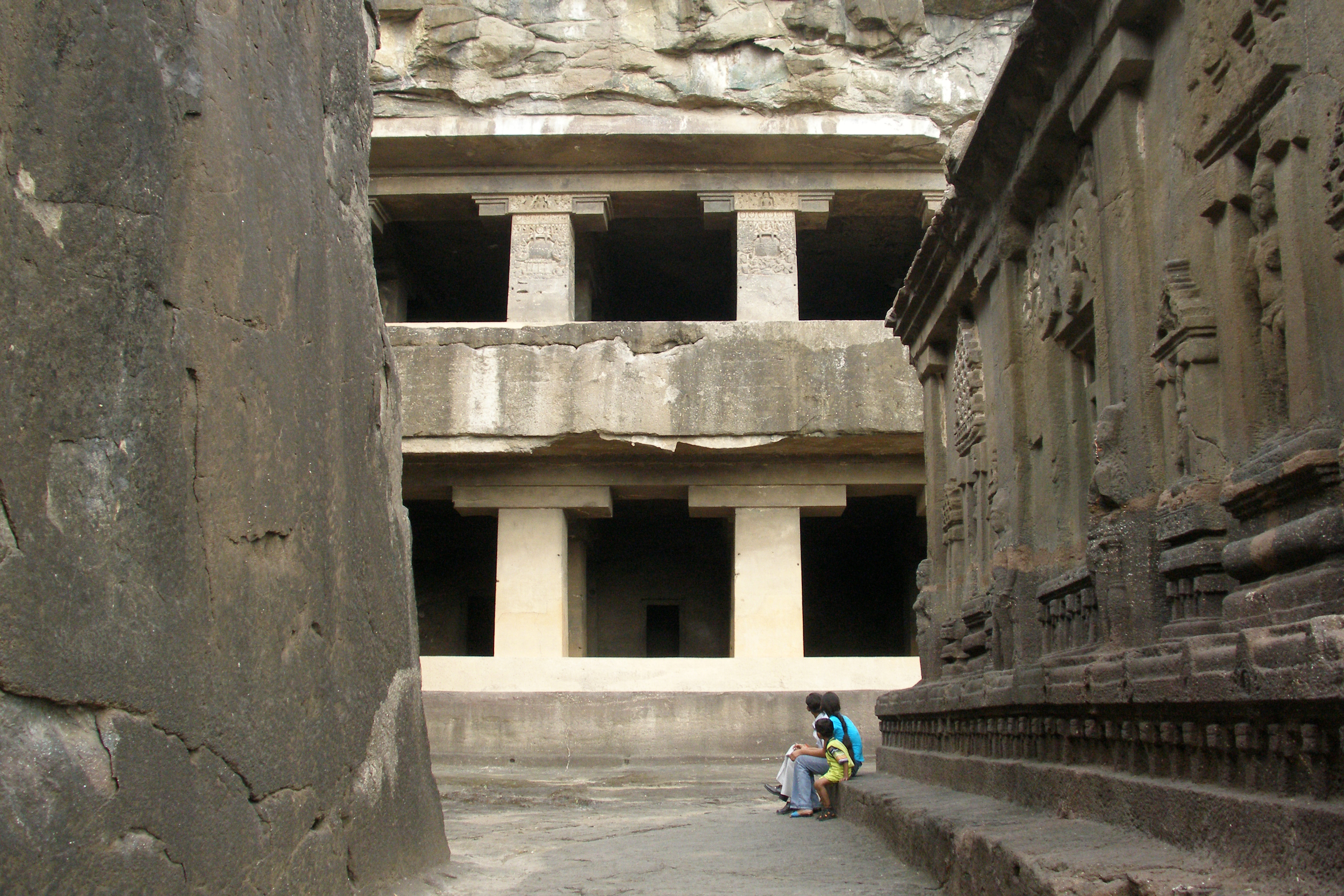
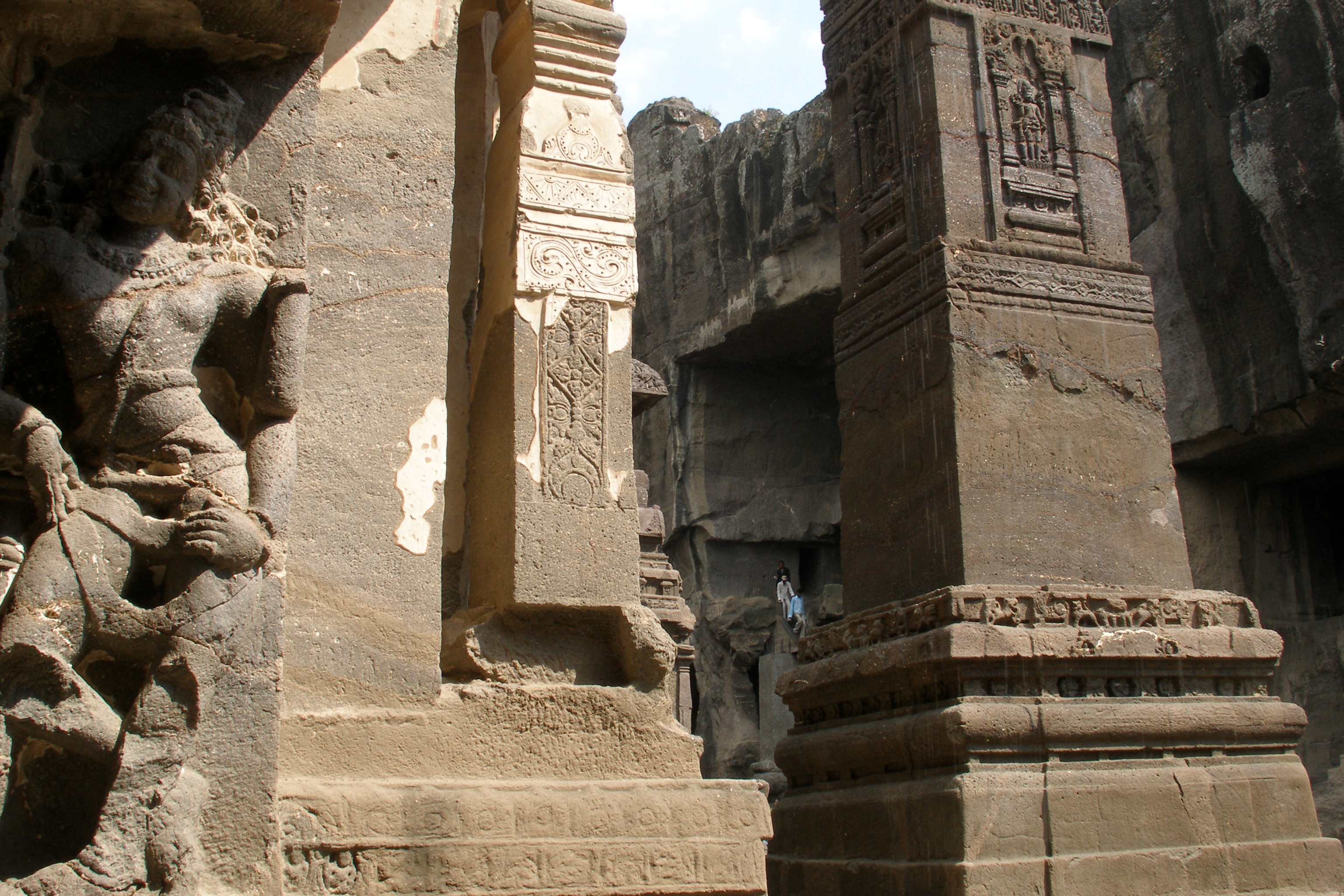
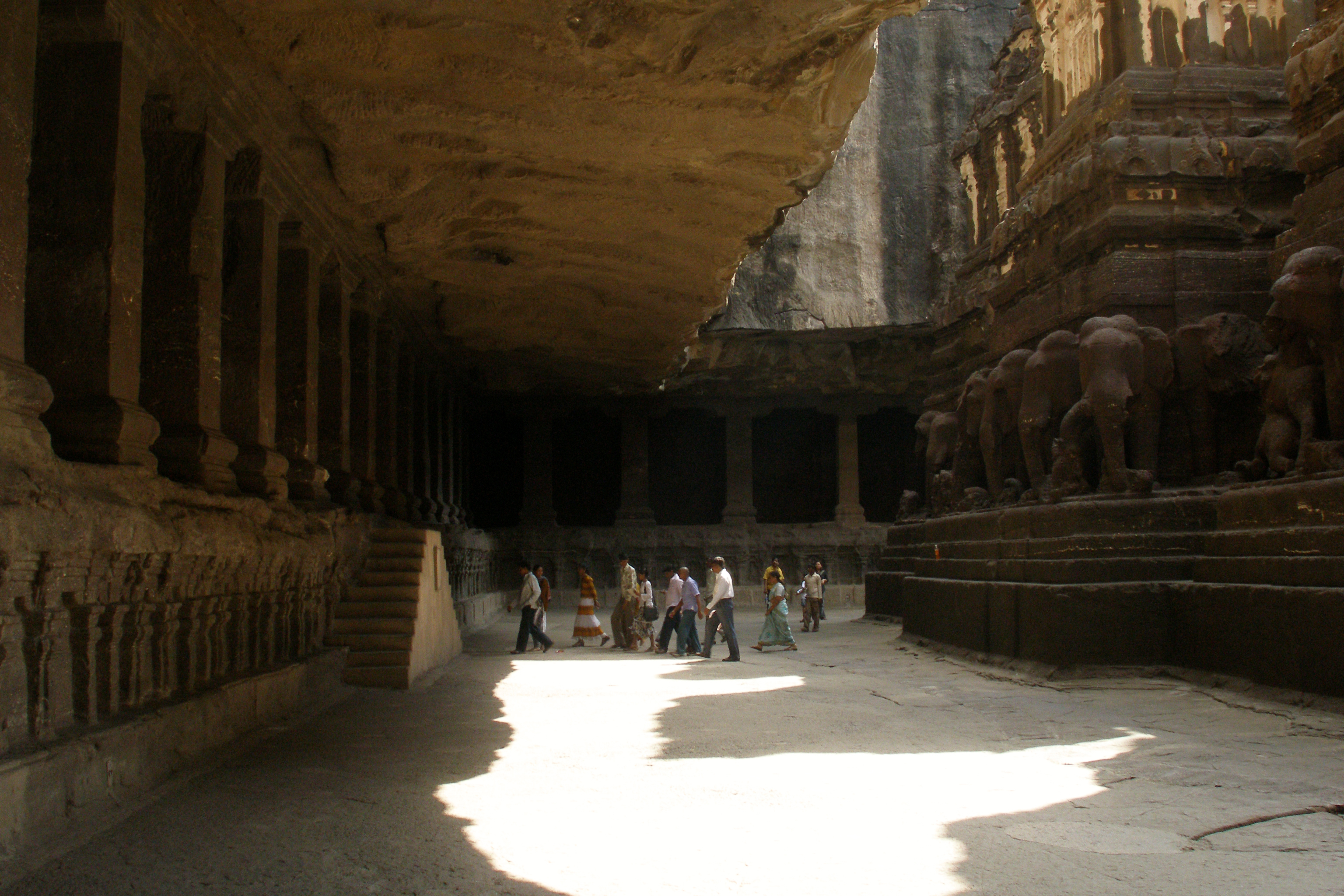
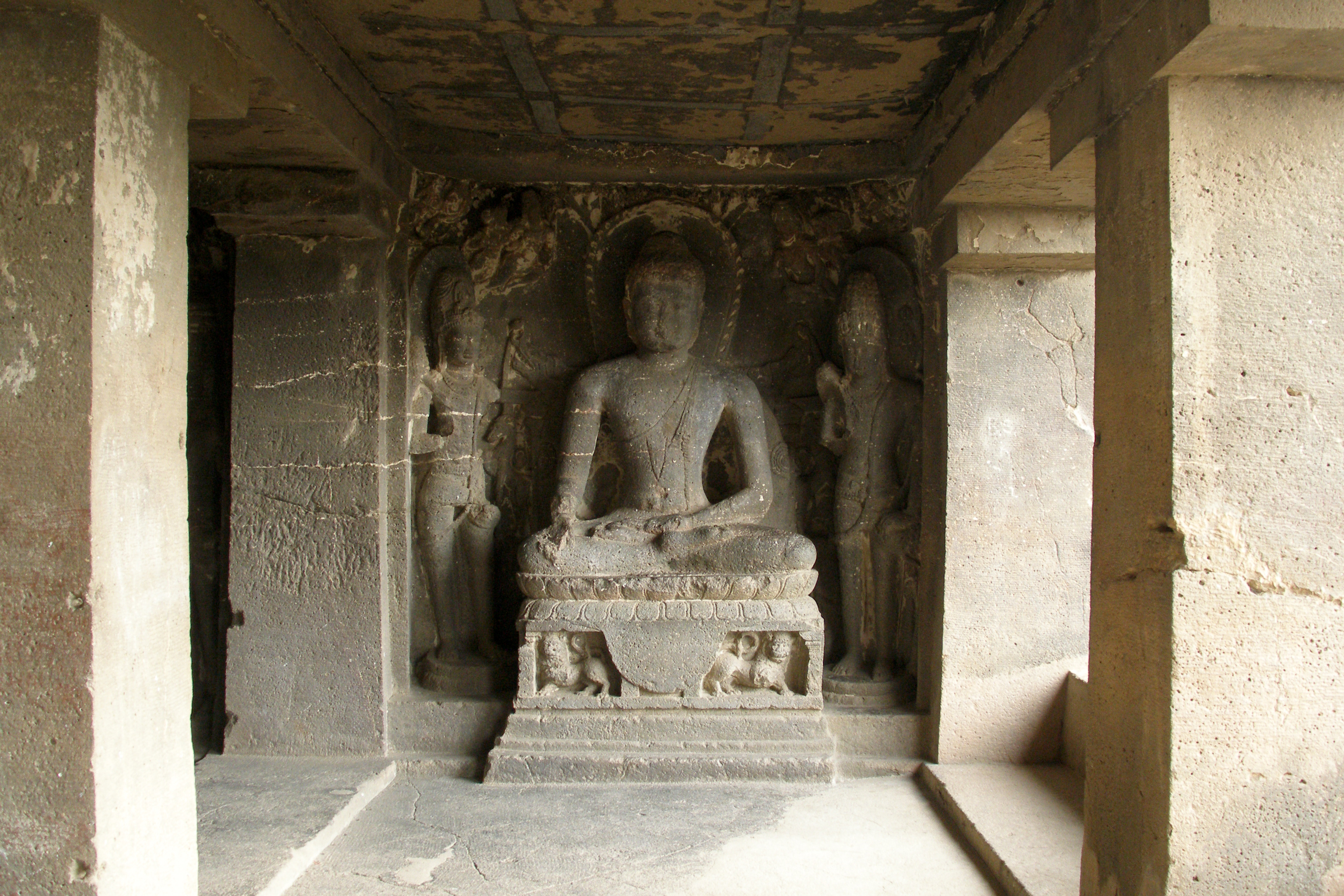
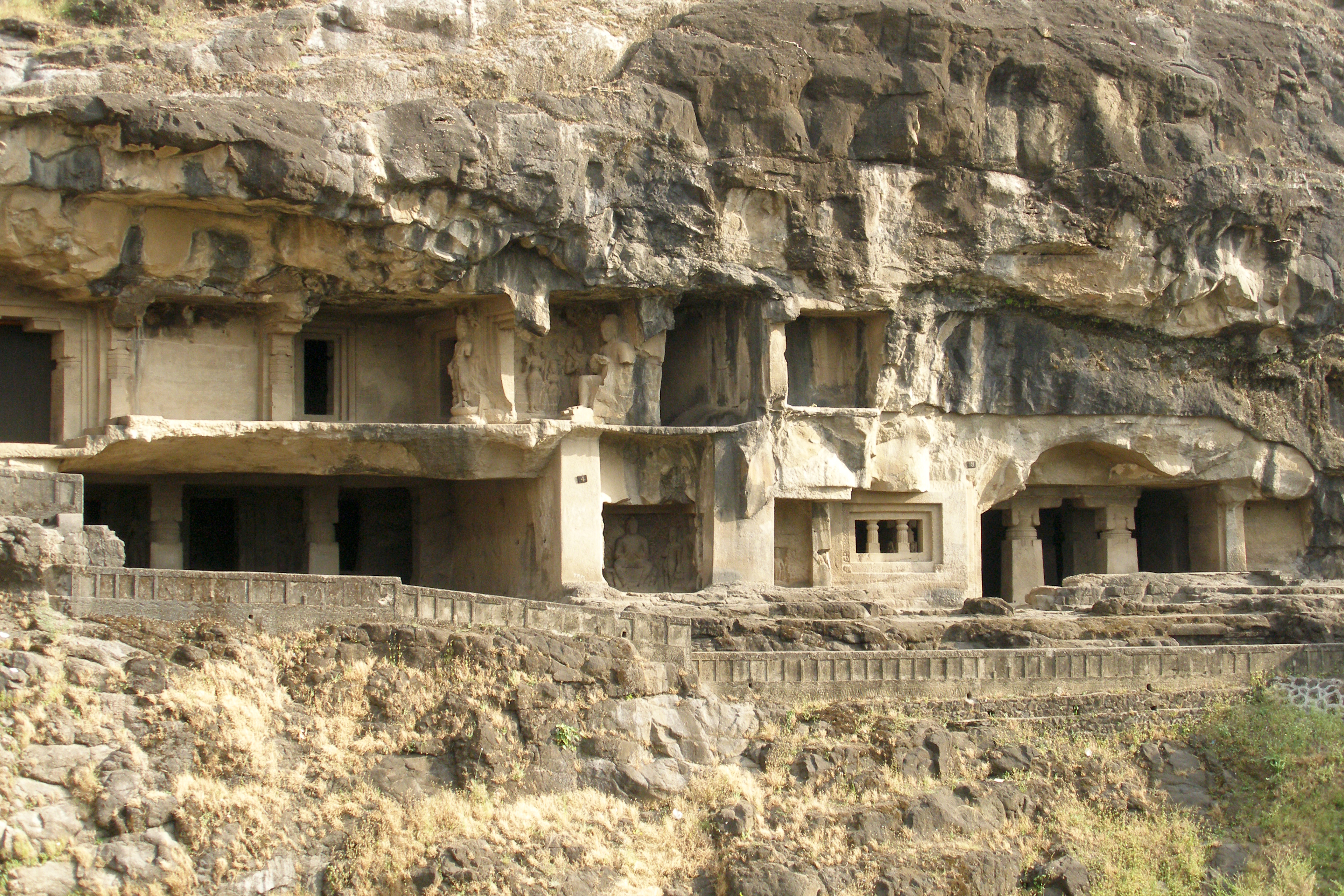
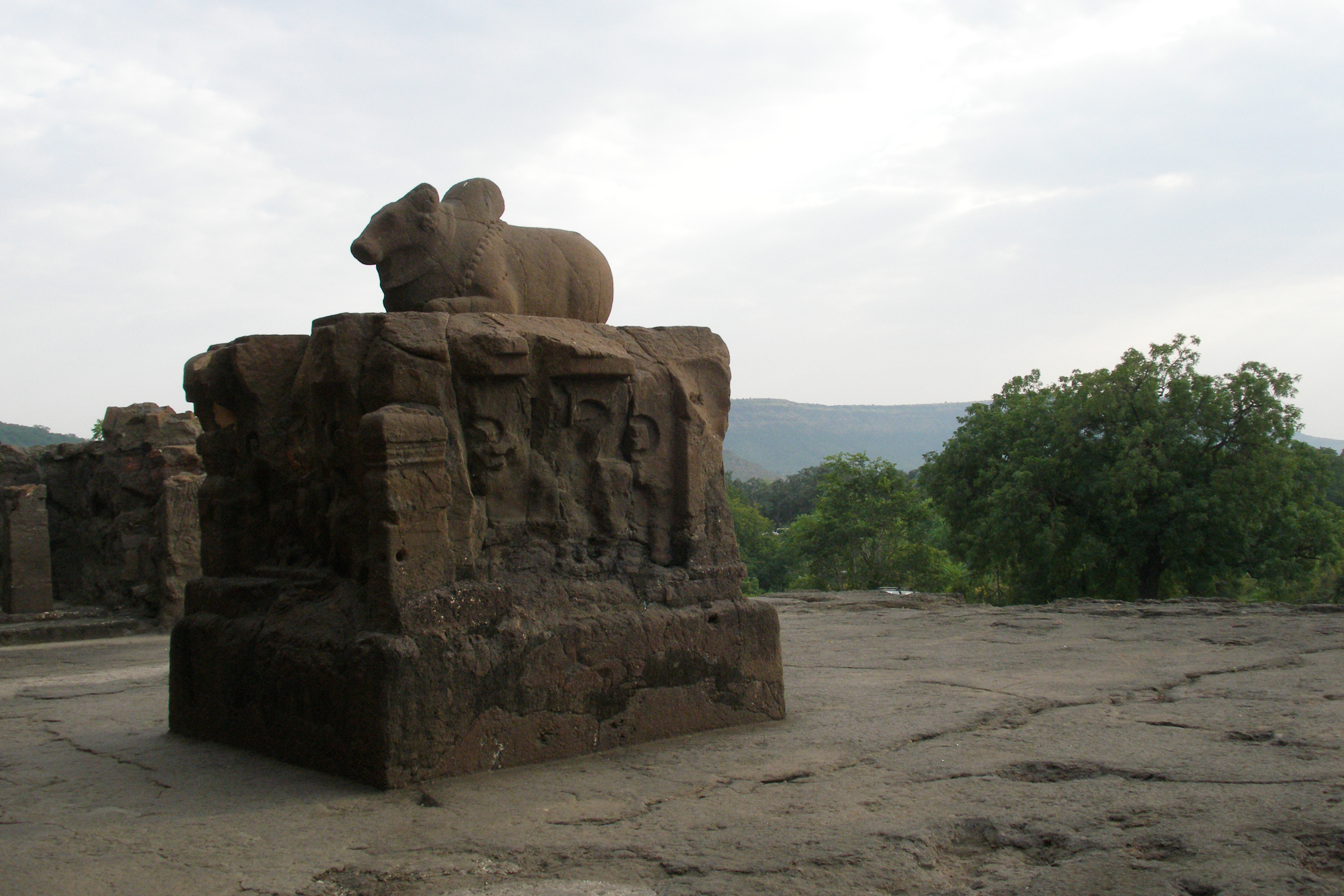